# ルーマニア革命 (1944年)
1944年ルーマニア・クーデター（ルーマニア語: Lovitura de stat de la 23 august 1944）は、1944年8月23日にルーマニア王国で発生したクーデターである。

## 概要
ルーマニアは当時、イオン・アントネスク率いるファシズム政権のもとで枢軸国として第二次世界大戦に参戦していた。しかし、戦況は次第に不利となりつつあった。
国王ミハイ1世は、ひそかに共産党を含む各政党の党首と会い、アントネスクを解任して枢軸国から離脱し、連合国に降伏した。

## 歴史
- 1944年
  - 8月23日 - ミハイ1世がイオン・アントネスクの国家指導者解任を決定する。アントネスクは逮捕[1]、拘束され政権崩壊。王党派、自由主義者、共産主義者による「ルーマニア国家民主連合」が全権掌握。
  - 8月24日 - 連合国に降伏を宣言する。
  - 8月25日 - ドイツに対し宣戦布告。
  - 9月12日 - アメリカ・イギリス・ソ連とモスクワで休戦協定に調印。

## 関連作品
フランチスク・ムンティアヌ『一切れのパン』は、政府の降伏を知らずに勤務先のあるブダペストに入港、敵性人として逮捕されたルーマニア人船員が護送中に脱走し、自宅に無事帰り着くまでの逃避行を描いた小説である。